# 佐奈姫
佐奈姫（さなひめ、寛永10年（1633年） - 寛文7年6月27日（1667年8月16日））は、江戸時代前期の女性。照蓮寺15世宣心の正室。東本願寺第13代法主宣如の娘。母は九条幸家の長女・序。法号は揺台院釈宣純。
寛永18年（1641年）に9歳で宣心（金森重頼の三男）に嫁ぎ、二男一女をもうけた。
寛文7年に京都の長福寺屋敷にて死去。享年35。松亭の一画に葬られた。